# Siri Pettersen

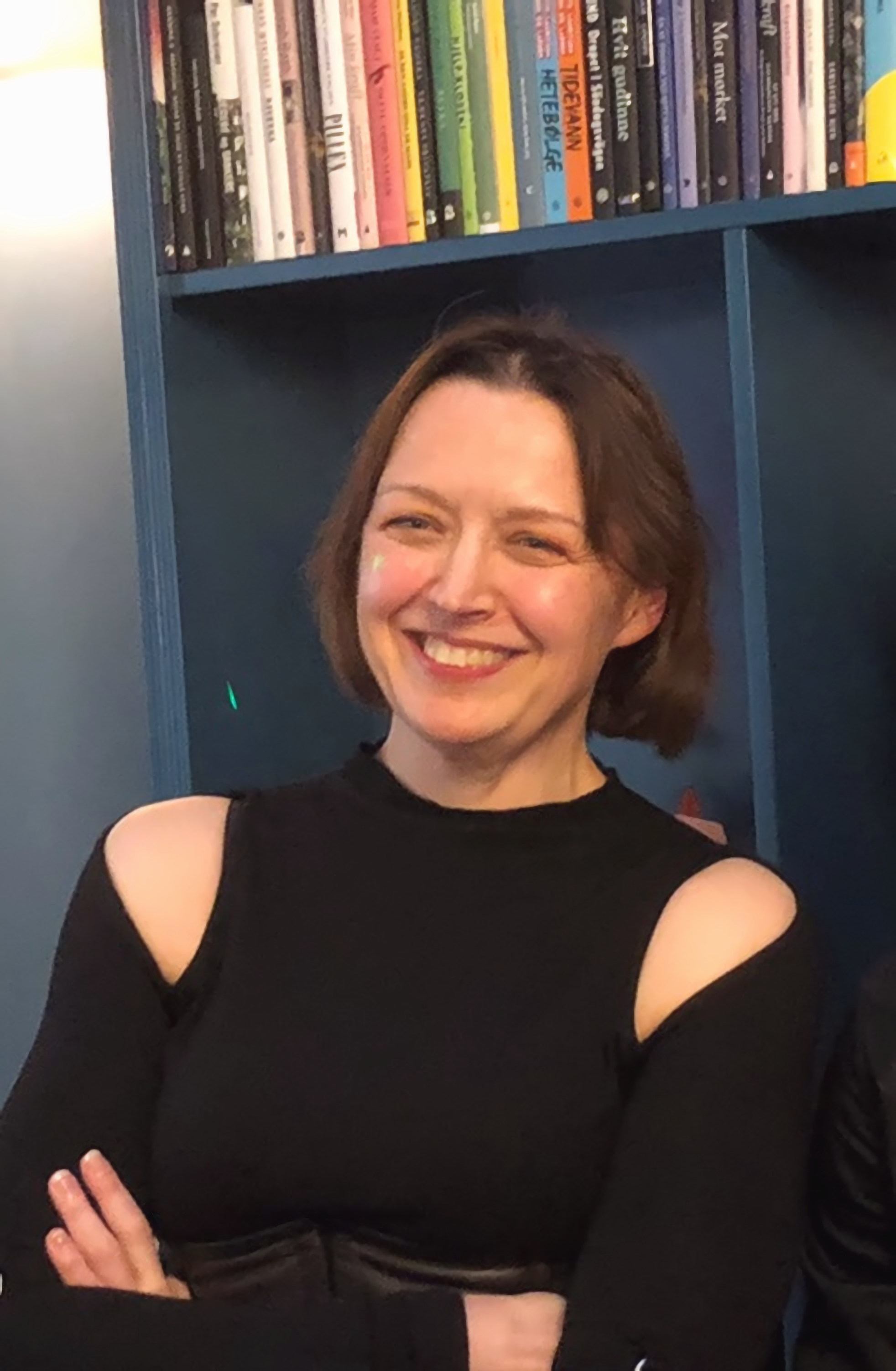
Siri Pettersen (2022)

Siri Pettersen (* 28. Oktober 1971 in Finnsnes) ist eine norwegische Schriftstellerin und Comicautorin. Im Jahr 2015 gewann sie mit Evna den Havmannpreis für das beste nordnorwegische Buch.

## Leben und Wirken
Siri Pettersen wurde in Nordnorwegen geboren und arbeitete bis zu ihren Bucherfolgen als Designerin. Sie debütierte 2002 mit der Comicreihe Anti-klimaks, für die sie 2003 mit dem SPROING-Preis für das beste Debüt ausgezeichnet wurde. Weitere Comics waren Kråkene sowie Myrktid im Fantasybereich.
Pettersens veröffentlichte mit der Ravneringene-Trilogie eine Reihe erfolgreicher Fantasyromane für Jugendliche. Die Rabenringe (Odinskind, Fäulnis und Gabe) wurden von Dagmar Mißfeldt und Dagmar Lendt ins Deutsche übersetzt. Weitere Übersetzungen erschienen in schwedischer, finnischer, dänischer, estnischer, italienischer, polnischer, portugiesischer (Brasilien), tschechischer Sprache und in Ivrit. Die Bücher wurden mit einer Reihe inländischer und internationaler Preise ausgezeichnet oder dafür nominiert, zuletzt kam sie auf die Shortlist des Deutschen Phantastik Preises 2019.

## Werke (Auswahl)
- Ravneringene. Fantasyromane. – Deutsch: Die Rabenringe.
  - Odinsbarn. Gyldendal, 2013. – Deutsch: Odinskind. Arctis, Zürich 2018.
  - Råta. Gyldendal, 2014. – Deutsch: Fäulnis. Arctis, Zürich 2019.
  - Evna. Gyldendal, 2015. – Deutsch: Gabe. Arctis, Zürich 2019.
- Bobla. Roman für Jugendliche, Gyldendal, 2017.
- Antiklimaks. Heller for enn mot. Roman, Egmont, 2018.
- Die Rabenringe – Trilogie (Hörbuch):
  - Odinskind. Gelesen von Konstantin Graudus. Hörcompany, Hamburg 2018.
  - Fäulnis. Gelesen von Konstantin Graudus. Hörcompany, Hamburg 2019.
  - Gabe. Gelesen von Konstantin Graudus. Hörcompany, Hamburg 2019.